# Karaungira shcherbakovi
Karaungira shcherbakovi is een fossiele soort schietmot uit de familie Protomeropidae.